# Kiko (geit)

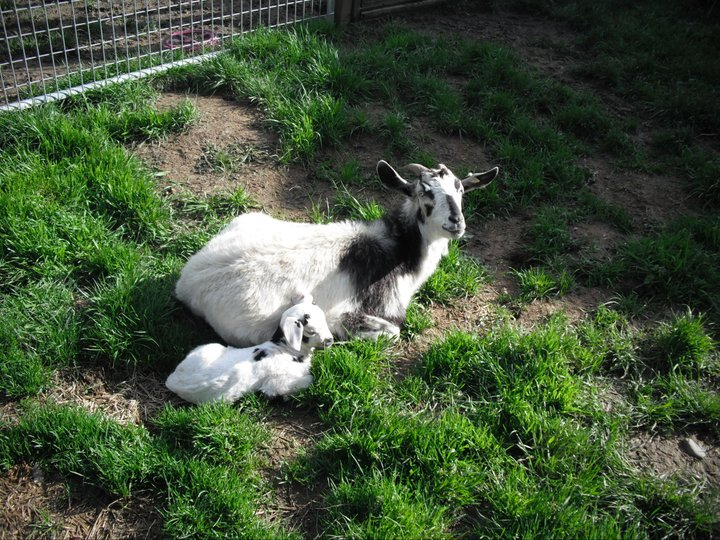
Geit met een lammetje

De kiko is een geitenras uit Nieuw-Zeeland. De dieren worden vooral gehouden voor het vlees. Het woord ‘kiko’ betekent letterlijk 'vlees' in het Māori. Het ras is in de jaren tachtig ontstaan door een kruising van wilde geiten met Europese rassen, zoals de Nubische geit, de Saanengeit en de Toggenburger.